# 13 km (obwód odeski)
13 km (ukr. 13 км) – przystanek kolejowy w miejscowości Suchyj Łyman, w rejonie odeskim, w obwodzie odeskim, na Ukrainie.